# Sukataris
Sukataris is een bestuurslaag in het regentschap Cianjur van de provincie West-Java, Indonesië. Sukataris telt 10.167 inwoners (volkstelling 2010).